# Jacob Clemens non Papa
Jacobus Clemens non Papa, anche Jacques Clément o Jacob Clemens non Papa (1510/1515 – Diksmuide, 1555 o 1556), è stato un compositore fiammingo, della scuola franco fiamminga e del rinascimento.
Egli fu prolifico in molti degli stili a lui contemporanei e fu particolarmente famoso per le sue composizioni polifoniche di Salmi in lingua olandese detti anche Souterliedekens.

## Biografia

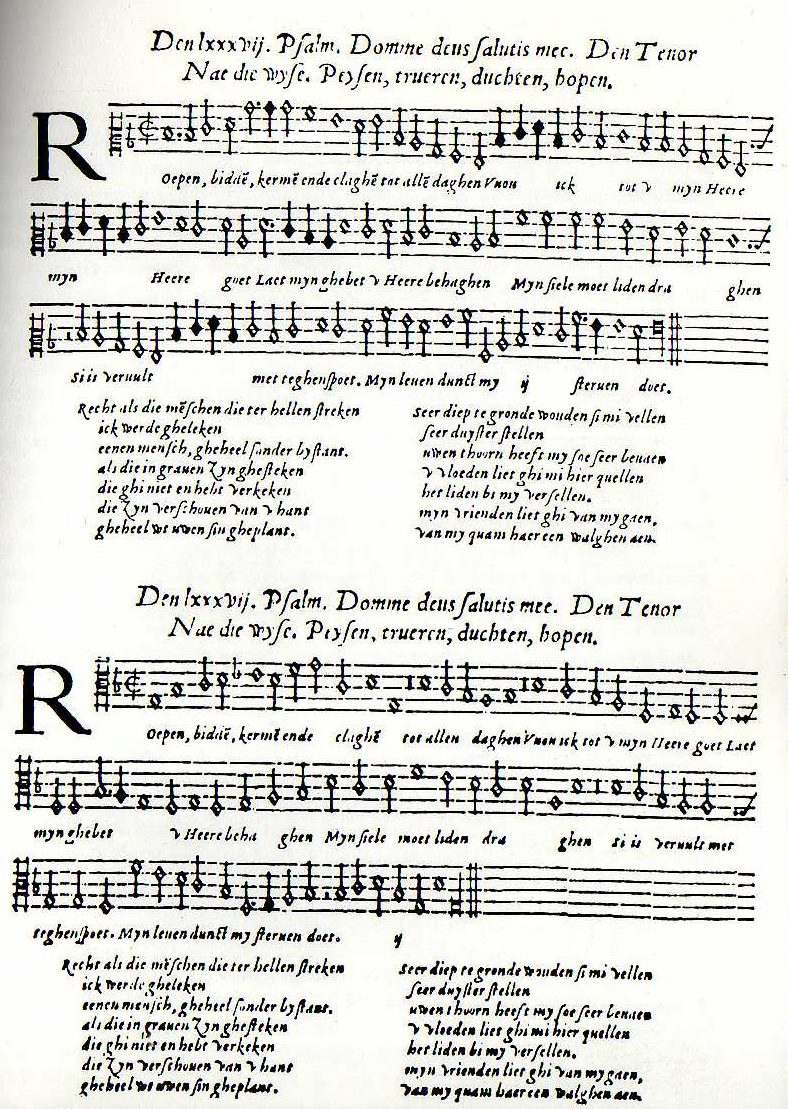
Psalm 87 di Clemens non Papa

Nulla si sa dei primi anni della sua vita ed anche i dettagli della sua vita artistica sono molto scarsi. Egli può essere nato in Zelanda anche se non vi è certezza; certamente nacque in qualche località fra il moderno Belgio e i Paesi Bassi.
Il primo riferimento certo sulla sua vita è relativo alla fine del decennio fra il 1530 e il 1540, quando Pierre Attaingnant pubblicò a Parigi una raccolta di sue chanson.
Fra il marzo 1544 ed il giugno 1545 prestò servizio presso la cattedrale di Bruges e poco dopo entrò in relazione d'affari con l'editore musicale di Anversa Tielman Susato, con il quale rimase in affari per il resto della sua vita.
Dal 1545 al 1549 fu probabilmente direttore del coro alla Corte di Carlo V. Nel 1550 fu impiegato presso la Fratellanza Mariana a Boscoducale, quella stessa a cui era appartenuto il famoso pittore Hieronymus Bosch. Altre città in cui può aver vissuto e lavorato sono Ypres e Leida.
Il suo nomignolo non Papa gli fu attribuito per distinguerlo dal contemporaneo Papa Clemente VII "Jacob Clemens ma non il Papa" o anche dal poeta Jacobs Papa anche lui di Ypres.
Non si conoscono dettagli sulla sua morte, ma egli morì probabilmente nel 1555 o nel 1556. Il testo di una lamentazione sulla sua morte composta da Jacobus Vaet, indica che venne ucciso; vero o falso che sia non si conoscono le motivazioni e le circostanze. Clemens venne sepolto a Diksmuide vicino a Ypres attualmente in Belgio.

## Opere e influenze
Contrariamente ai suoi contemporanei, Clemens sembra non abbia viaggiato in Italia con il risultato che l'influenza italiana è assente dalla sua musica; egli scrive nel dialetto nord europeo dello stile franco fiammingo e fu uno dei compositori più rappresentativi della generazione fra Josquin, Palestrina e Orlando di Lasso.
Fu un compositore molto prolifico e scrisse:
- 15 Messe (pubblicate dal 1555 al 1580 da Pierre Phalèse a Lovanio)
- c. 233 mottetti
- 80 chanson
- 159 Souterliedekens (pubblicati dal 1556 al 1557 da Tielman Susato ad Anversa), (Salmi in lingua tedesca, tratti da frammenti di melodie popolari, usati come cantus firmus.

Di tutti questi lavori, i Souterliedekens furono probabilmente i più largamente conosciuti ed imitati. Essi furono la prima composizione organica di circa 150 Salmi in lingua olandese. Erano generalmente semplici e scritte perché potessero essere cantati dalla gente a casa; egli usò dei motivi di musica profana comprendenti canzoni da osteria, ballate ed altre canzoni popolari del tempo; molti di questi lavori erano costruiti a tre voci. Alcuni erano scritti in omofonia e omoritmia mentre altri usavano la tecnica dell'imitazione. Tutti i pezzi avevano dei testi suddivisi con una sillaba per nota.
L'influenza di Clemens fu quasi esclusivamente avvertita in Germania; Orlando di Lasso, in particolare, conobbe la sua musica ed incorporò alcuni elementi del suo stile nelle proprie opere.